# Turið Sigurðardóttir
Turið Sigurðardóttir (født 12. august 1946) er en færøsk litteraturhistoriker og sprogforsker, folkeoplyser, forfatter og oversætter, hvis speciale er Færøernes litteraturhistorie. Hun bor i Tórshavn og underviser på Færøernes Universitet.

## Biografi
Sigurðardóttir er født i København som datter af Sigrið av Skarði, feministisk journalist og akademiker, og politikeren og advokaten Sigurð Joensen. Hun tog kandidateksamen i islandsk sprog og litteratur fra Islands Universitet i Reykjavik og har desuden en magistergrad i litteraturvidenskab fra Københavns Universitet. Hun er moster til digteren og skuespilleren Sigri Mitra Gaïni og socialantropologen Firouz Gaïni.
Ved Færøernes Universitet underviser hun i littertatur og oversættelse og forsker i Færøernes litteraturhistorie, herunder børnelitteratur og poesi. Hun sidder i Færøsk Sprognævn og er medlem af juryen for Nordisk Råds litteraturpris. Fra 1989 til 1991 har hun formand for Færøernes Forfatterforening. Sigurðardóttir har udgivet bøger og artikler om færøske forfattere og litteraturhistorie, såvel som lærebøger i islandsk. Hun er medredaktør for en norsk antologi om færøske noveller. Hun har desuden oversat en lang række forfattere til færøsk fra islandsk, svensk og engelsk, heriblandt værker af Halldór Laxness og Astrid Lindgren. En af hendes mest omfattende udgivelser er hendes morfar forfatteren Símun av Skarðis værker i syv bind.

## Hæder
I 2013 blev Turið Sigurðardóttir tildelt Mentanarvirðisløn M. A. Jacobsens for faglitteratur.

## Udvalgte værker
- 2011: (i samarbejde med Malan Marnersdóttir) Føroysk bókmentasøga (Færøernes litteraturhistorie), bd. I, 689 sider, NÁM, Tórshavn
- 2004: Bókmentasøgur. Greinasavn, Føroya Fróðskaparfelag (artikler om færøsk litteratur)
- 1998: Hugtøk í bókmentafrøði, Sprotin
- 1994: Sigert, Ungu Føroyar (biografi om Sigert Patursson)
- 1987: Lærið íslendskt 1. Mállæra, Føroya Skúlabókagrunnur (islandsk lærebog og grammatik)
- 1987: Lærið íslendskt 2. Tekstir og orðasavn, Føroya Skúlabókagrunnur (lærebog i islandsk med grammatik og ordliste)
- 1987: Lærið íslendskt Ljóðband, Føroya Skúlabókagrunnur, (lærebog i islandsk, lydbig)

## Oversættelser
- 2009 Astrid Lindgren: "Pippi finnur ein spunk";
- 2005 Astrid Lindgren: "Pippi Langsokkur á Kurrikurriduttoynni";
- 2005 Halldór Laxness: "Salka Valka";
- 2000 Amy Tan: "Eydnufelagið";
- 2000 Astrid Lindgren: "Pippi heldur føðingardag";
- 1999 Astrid Lindgren: "Pippi Langsokkur í Suðurhøvum";
- 1997 Astrid Lindgren: "Kennir tú Pippi Langsokk?";
- 1996 Maria Gripe: "Hugo og Josefina";
- 1996 Maria Gripe: "Hugo";
- 1995 Maria Gripe: "Josefina";
- 1995 Astrid Lindgren: "Pippi fer um borð";
- 1992 Þorgils Gjallandi: "Leidd í kirkju";
- 1992 Gestur Pálsson: "Úr Trúlovanartíðini";